# Tupã (tiểu vùng)
Tupã là một tiểu vùng thuộc bang São Paulo, Brasil. Tiều vùng này có diện tích 2307 km², dân số năm 2007 là 108435 người.